# Aurora Guerrero
Pour les articles homonymes, voir Aurora et Guerrero.
Aurora Guerrero, née à San Francisco en Californie, est une productrice et scénariste américaine, ainsi qu'une activiste LGBT.

## Filmographie

### Réalisatrice
- 2005 : Pura Lengua (court métrage)
- 2005 : Viernes girl (court métrage)
- 2008 : Pandora's (court métrage)
- 2012 : Mosquita y Mari
- 2016 : Los Valientes

### Scénariste
- 2005 : Viernes girl (court métrage)
- 2008 : Pandora's (court métrage)
- 2012 : Mosquita y Mari
- 2016 : Los Valientes